# La promotion sur laquelle les étoiles tombèrent
« The class the stars fell on », en français « La promotion sur laquelle les étoiles tombèrent », est une expression utilisée pour décrire la promotion d’officiers de 1915 de l’Académie militaire de West Point. Dans l’armée des États-Unis, les insignes des généraux sont composés de une à plusieurs étoiles. Sur les 164 diplômés de cette année-là, 59 (36 %) atteignirent le grade de général, soit plus que n’importe quelle autre promotion de l’histoire de West Point, d’où cette expression. Deux atteignirent le grade de général de l’Armée (5 étoiles). Il y eut aussi deux généraux (4 étoiles), sept lieutenant-généraux (3 étoiles), vingt-quatre major généraux (2 étoiles) et vingt-quatre brigadiers généraux (1 étoile),. Dwight D. Eisenhower, l’un des généraux 5 étoiles, devint le 34e président des États-Unis.
Précédemment, l’expression « la promotion sur laquelle les étoiles tombèrent » servit à désigner la promotion de 1886, dont sont issus de nombreux officiers généraux de la Première Guerre mondiale. Dans cette promotion, qui inclut notamment John J. Pershing, Charles T. Menoher (en) et Mason Patrick (en), 25 des 77 (32 %) diplômés devinrent général,.

## À propos de la promotion

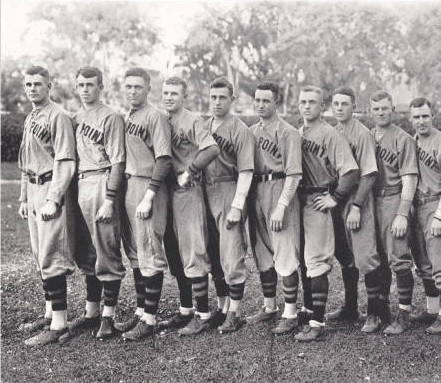
L’équipe de baseball de West Point en 1914. Omar Bradley est le second en partant de la gauche. Chaque membre de l’équipe qui restera dans l’armée est devenu général.

287 cadets entrèrent à l’académie militaire de West Point à New York en 1911, soit la plus grande promotion de l’école à cette époque,. Cette année, le Congrès des États-Unis changea les règles de parrainage à l’académie. Auparavant, les membres du Congrès était autorisés à parrainer un cadet tous les 4 ans. À partir de cette année, ils purent en parrainer un tous les 3 ans. Quatorze cadets supplémentaires reçurent leur nomination à l’Académie, qu’ils rejoignirent avec six semaines de retard, en août 1911, manquant ainsi la tristement célèbre période de bizutage de l’école connue sous le nom de Beast Barracks. Ils seront surnommés les « Augustines » après leur arrivée. Omar Bradley était l’un d’entre eux,. Seulement 164 cadets obtinrent leur diplôme et le grade de sous-lieutenant le 12 juin 1915. C’était toujours, à ce moment-là, la plus grande promotion de diplômés de l’académie, et l’US Army avait seulement 105 postes disponibles à leur proposer. Le Premier Capitaine (le commandant de la brigade des cadets) était Roscoe B. Woodruff (en),. Le premier de la promotion était William E. R. Covell (en), qui battit de peu Edwin R. Kimble. Covell devint général pendant la Seconde Guerre mondiale. Kimble servit pendant la Première Guerre mondiale en tant que major en France, où il mourut le 9 avril 1918 d’une septicémie après une opération chirurgicale,. Le plus jeune diplômé de la promotion était Clyde R. Eisenschmidt, né le 30 juillet 1894. Il prit sa retraite en tant que lieutenant-colonel le 30 juin 1940.
Robert B. Lorch, né le 18 décembre 1888, était le plus âgé de la classe. Après avoir servi en France pendant la Première Guerre mondiale, il fut honorablement libéré de l'armée le 8 décembre 1922. Rappelé pendant la Seconde Guerre mondiale, il atteignit le grade de lieutenant-colonel en 1950. Dans une promotion avec beaucoup d’athlètes excellents, Thomas B. Larkin (en) remporta le concours de conditionnement physique et fut désigné « Homme fort » du Corps. Le dernier du classement de la promotion, surnommé la « chèvre », était Charles C. Herrick. Après avoir servi en France en tant que major, il fut honorablement libéré le 15 décembre 1922 et devint banquier d'investissement. Rappelé au service actif pendant la Seconde Guerre mondiale, il atteint le grade de colonel,. Membre de la promotion, Luis R. Esteves fut le premier Portoricain à aller à West Point, et le premier à obtenir son diplôme. Il devient lui aussi général.
Seize membres de la promotion étaient les fils de diplômés de West Point. Trois étaient à la fois fils et petits-fils de diplômés. Alexander P. Cronkhite était le fils du Major Général Adelbert Cronkhite (en), de la promotion de 1882, et le petit-fils du Brigadier général Alexander C. M. Pennington, Jr (en), de la promotion de 1860. Classé 7ème de la promotion, Cronkhite mourut dans un mystérieux accident de tir le 25 octobre 1918. John French Conklin (en) était le fils du Colonel John Conklin de la promotion de 1884. Son grand-père maternel était le Major Général William H. French de la promotion de 1837. Oscar Straub était le fils du Colonel Oscar I. Straub de la promotion de 1887, et le petit-fils du Brigadier Général E. Van A. Andruss, de la promotion de 1864. En outre, le père de John R. Mendenhall, John Ross Mendenhall, avait fréquenté l’académie mais avait abandonné ses études en 1881. Son grand-père, le colonel John Mendenhall, était diplômé de la promotion de 1851. Pearson Menoher était le fils du Major Général Charles T. Menoher (en), qui était membre de la promotion de 1886, et fut le premier chef de l’United States Army Air Service.
Pour les autres :

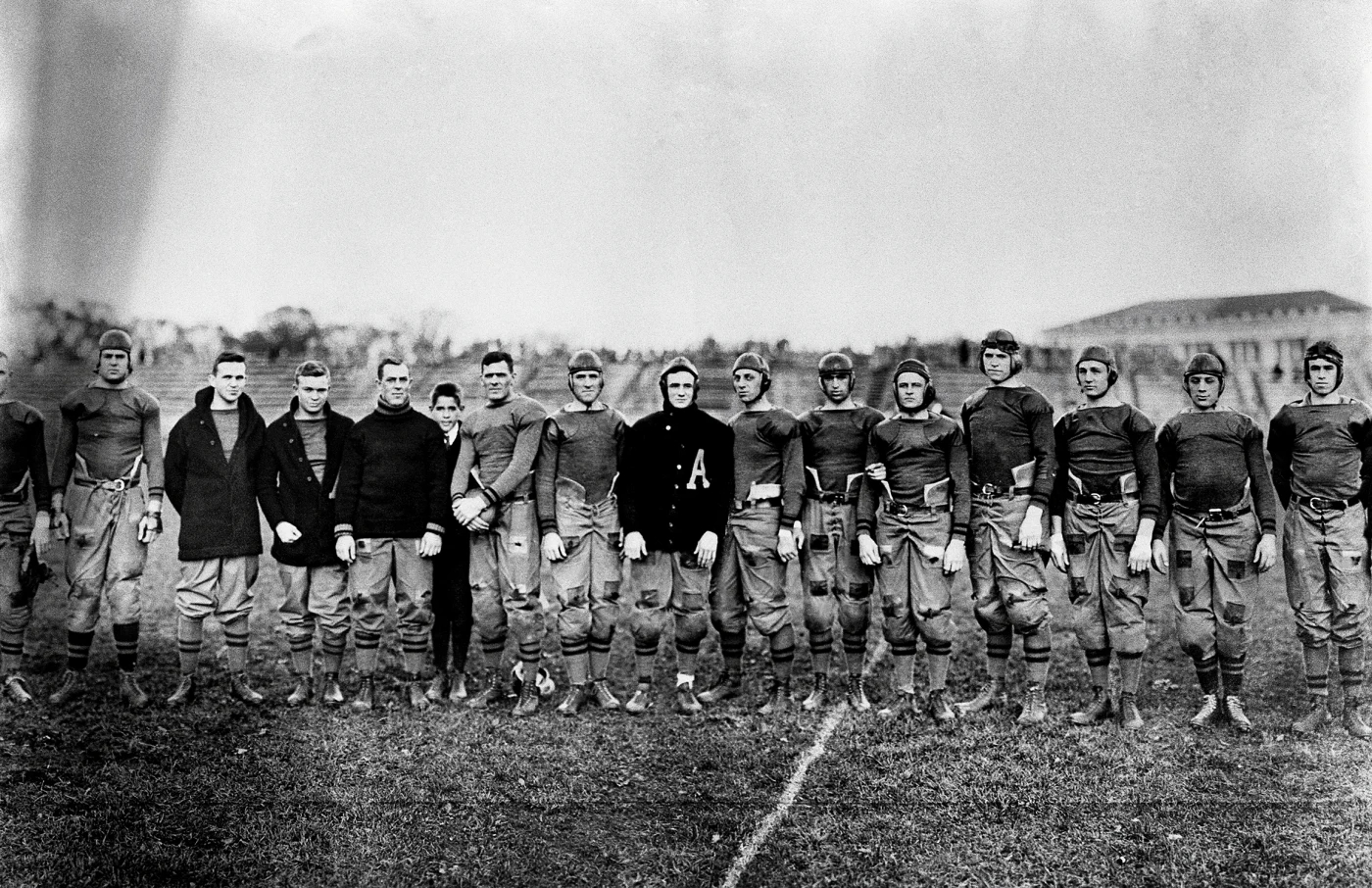
L’équipe de football américain de 1912 de West Point. Dwight Eisenhower est le troisième en partant de la gauche; Louis Merrilat est le huitième en partant de la gauche, et porte le pull-over avec A; Omar Bradley est à l’extrême-droite.

- Douglas H. Gillette était le fils du commandant Cassius E. Gillette de la promotion 1884[26] ;
- Stafford LeRoy Irwin était le fils du général de division George LeRoy Irwin de la promotion 1889[27] ;
- Sydney Graves était le fils du camarade de promotion de Irwin, William S. Graves[28] ;
- Vernon Evans était le fils du lieutenant-colonel William Pierce Evans de la promotion 1878[28] ;
- John E. Rossell était le fils du Colonel William T. Rossell de la promotion 1879[28] ;
- Donald A. Davison était le fils de Lorenzo P. Davison de la promotion 1885[28] ;
- Henry McE. Pendleton était le fils du camarade de promotion de Rossell le Colonel Edwin P. Pendleton[29] ;
- Blackburn Hall était le fils de William Preble Hall, un récipiendaire de la Medal of Honor de la promotion 1868[28] ;
- Hubert R. Harmon (en) était le fils du Colonel Millard F. Harmon Sr. de la promotion 1880[30].

Harmon a été précédé par ses frères aînés, Kenneth B. Harmon, de la promotion 1910, et Millard Harmon, de la promotion 1912. Hubert Harmon a été expulsé de l’académie quand il a été découvert que ses deux frères étaient à West Point. Il avait été estimé qu’il n’était pas admissible que le contribuable finance les études de trois fils de la même famille. Il a été réadmis en juin 1911, après que son père ait fait pression sur de nombreux fonctionnaires du gouvernement. À ce moment, il n’avait plus qu’un seul frère à West Point, Kenneth étant diplômé l’année précédente. Les deux frères Millard et Hubert devinrent par la suite lieutenant-général.
En raison de ses origines d’écoles d’ingénieur, le programme d’études de West Point mettait l’accent sur les mathématiques et sur d’autres sujets techniques liés à cette matière plutôt que sur les matières militaires. Une grande partie de la formation militaire concernait la parade militaire et l’équitation. Parmi les 25 meilleurs diplômés de la promotion de 1915, 24 ont choisi le Corps du génie de l'armée des États-Unis. James A. Lester, qui était classé 23e, a été l’exception et rejoignit l’artillerie de campagne. Il deviendra général de division,.

## Carrières
Sur les 164 diplômés de la promotion, 102 (62 %) servirent à l’étranger durant la Première Guerre mondiale avant l’armistice du 11 novembre 1918, bien que seulement 56 (34 %) assistèrent aux combats. Ce n’était pas inhabituel ; près de 60 % des officiers réguliers de l'armée ne servirent pas à l'étranger. La croyance répandue comme quoi ceux qui avaient servi à l'étranger recevraient un traitement préférentiel, y compris une promotion plus rapide, ne fut pas confirmée par les événements ultérieurs. La promotion se faisait à l'ancienneté et était extrêmement lente. Les officiers recrutés entre novembre 1916 et novembre 1918 représentaient 55,4 % des officiers de l'armée en 1926. Cette « bosse » constitua un problème majeur de personnel qui ne fut résolu que par l'expansion rapide de l'armée après 1940 en réponse à la Seconde Guerre mondiale. Une grande partie du succès de la promotion est attribuable à la coïncidence d'être juste avant la bosse, mais sans que ses membres soient trop âgés pour assumer des postes à haute responsabilité pendant la Seconde Guerre mondiale.
Omar Bradley, par exemple, fut promu premier lieutenant le 1er juillet 1916, capitaine le 15 mai 1917 et major le 17 juin 1918. Il fut ramené au grade de capitaine le 22 janvier 1920 et de nouveau promu au grade de major le 1er juillet 1920, seulement pour être réintégré une nouvelle fois au poste de capitaine le 4 novembre 1922. Il fut promu au grade de major une troisième fois le 25 juin 1924, et le restera pendant 12 ans avant de devenir lieutenant-colonel le 26 juin 1936. Il passa complètement le grade de colonel et fut directement promu brigadier général en février 1941.
Durant l’entre-deux-guerres, les officiers menaient une vie mondaine. Ils avaient une position sociale élevée et appartenaient à la classe moyenne supérieure. Ils travaillaient normalement 30 heures par semaine, ce qui leur laissait beaucoup de temps à consacrer à leur famille et au sport. Ils avaient, eux et leurs familles, accès à des soins médicaux et dentaires gratuits. Ils bénéficiaient d'une assurance-vie gratuite et d'un salaire, qui pouvait être amélioré grâce aux restaurants et magasins militaires qui vendaient de nombreux biens de consommation courante en franchise d'impôt. Ils vivaient dans des logements de qualité dans les bases militaires et dans des collectivités soudées et solidaires. Lorsqu'ils étaient en poste à l'étranger, ils emmenaient leurs familles avec eux. Un emploi sûr et stable était très prisé pendant la Grande Dépression, de 1929 à 1939, et les démissions étaient rares.
Il y avait deux niveaux de formation avancée. Le premier était le Command and General Staff College à Fort Leavenworth, qui enseignait aux officiers le commandement et la gestion des états-majors des corps d'armée et des divisions. Bien que considérée comme une formation sélective, la majorité des officiers ont été reçus. Une enquête de 1937 a montré que 97 % des colonels de l'armée et 95 % de ses lieutenants-colonels étaient diplômés. Le deuxième niveau était composé de deux écoles pour les officiers expérimentés, l’United States Army War College et l’Army Industrial College. L’Army War College enseignait le commandement des formations supérieures de l’armée. L'Army Industrial College enseignait la gestion logistique et industrielle militaire.
Le programme de formation de l'armée suscita des critiques, dès les années 1930. En 1937, le brigadier général George C. Marshall estimait qu'en fusionnant les enseignements de commandement et de gestion d’état-major, le Command and General Staff College avait négligé les premiers en faveur des seconds, si bien que les officiers étaient préparés à la gestion du personnel en temps de paix plutôt qu’au chaos du commandement en temps de guerre. Le brigadier-général Lesley McNair mena une enquête auprès des diplômés en 1939, qui révéla que la plupart d'entre eux estimaient trop marqué l’enseignement de certaines matières obsolètes comme l’équitation. Pour cette raison, les exercices de Staff ride (en) étaient détestés. Alors que la plupart[Qui ?] considéraient les exercices de cartographies comme les plus importants du programme, certains[Qui ?] notèrent que les élèves passaient du temps à découvrir par eux-mêmes des choses qui auraient dû leur être enseignées.
En 2011, Jörg Muth conclut que « À Fort Leavenworth, les solutions scolaires étaient toujours la norme. Les cours inefficaces étaient dirigés par des instructeurs qui manquaient parfois de connaissances dans leurs domaines, et généralement de didactique et de pédagogie. Il semble, en général, qu’il n’était jamais une bonne idée de contredire les instructeurs à Leavenworth, si l’élève-officier voulait quitter l'école avec une note respectable. ». Si le système éducatif a sans aucun doute échoué dans certains domaines clés, il a cependant créé un corps de commandants de division et de corps compétents.
Le premier membre de la promotion à porter une étoile fut Esteves, nommé adjudant général de Porto Rico avec le grade de général de brigade en février 1939,. Pendant la Seconde Guerre mondiale, Eisenhower et Bradley atteignirent le rang de général quatre étoiles. Ils prirent des décisions qui affectèrent de manière importante la carrière de leurs camarades de classe. Préoccupé par le fait que le major général Roscoe Woodruff, dont le 7e corps d'armée devait être le fer de lance de l’offensive américaine lors du Débarquement de Normandie, n'avait aucune expérience amphibie, Bradley le remplaça par Major Général J. Lawton Collins. Woodruff retourna aux États-Unis. Il se distingua plus tard dans le commandement de la 24e division d'infanterie lors des opérations amphibies de la campagne des Philippines,.
Un sort plus tragique arriva au Major Général Henry JF Miller, qui divulga les détails de la date de l'invasion lors d'un dîner en avril 1944. Il fut rétrogradé au grade permanent de colonel et renvoyé chez lui. Eisenhower lui écrivit une lettre expliquant que « Je ne connais rien qui ne me cause plus de détresse que de devoir faire face à la nécessité de siéger en tant que juge dans des affaires impliquant des officiers militaires de caractère et de bonne réputation, particulièrement quand ils sont de vieux et chaleureux amis. ». Miller prit sa retraite en tant que colonel en raison d'un handicap physique le 30 novembre 1944. En décembre 1948, il fut promu brigadier général sur la liste des officiers retraités. Il est décédé le 7 janvier 1949.
En dehors de ceux qui sont devenus généraux, le membre le plus connu de la promotion est Louis A. Merrilat (en), qui joua au football américain universitaire avec les Black Knights (en) aux côtés de Bradley et Eisenhower. Il fut blessé au combat alors qu'il servait en France pendant la Première Guerre mondiale, et joua plus tard dans la National Football League pour les Bulldogs de Canton lors de la saison 1925 de la NFL. Il devint mercenaire, entraînant la garde iranienne de l'Iran, travaillant avec l'armée chinoise dans les années 1930, et servant dans la Légion étrangère française. Pendant la Seconde Guerre mondiale, il retourna en service actif dans l'armée américaine, atteignant le grade de colonel,.
Le dernier général vivant de la promotion fut James Van Fleet. Il commanda la 4e division d'infanterie, la 90e division d'infanterie et le 3e corps d'armée durant la Seconde Guerre mondiale, et la 8e armée pendant la Guerre de Corée. Les cérémonies pour son 100e anniversaire, le 19 mars 1992 ont inclus un saut en parachute des Golden Knight (en). Un cadet de West Point, James Ward, remarqua que: « Everything we aspire to be, he's already done. He's the epitome of the Long Gray Line. ». Van Fleet mourut le 23 septembre 1992, à l’âge de 100 ans.
Le dernier survivant de la promotion fut Edmund De Treville Ellis. Initialement dans la cavalerie, il rejoint le Corps de l’Intendance militaire, dans lequel il servit sur le théâtre européen durant la Seconde Guerre mondiale et en 1948 durant le pont aérien de Berlin. Il prit sa retraite le 31 mars 1950 avec le grade de colonel. Il devint le plus vieux diplômé vivant de West Point en octobre 1990, et le dernier survivant de la promotion 1915 à la mort de Van Fleet. Il mourut le 22 janvier 1995 à l’âge de 104 ans. Comme Van Fleet, il a été enterré au cimetière national d'Arlington,,.

## Généraux de West Point, promotion 1915

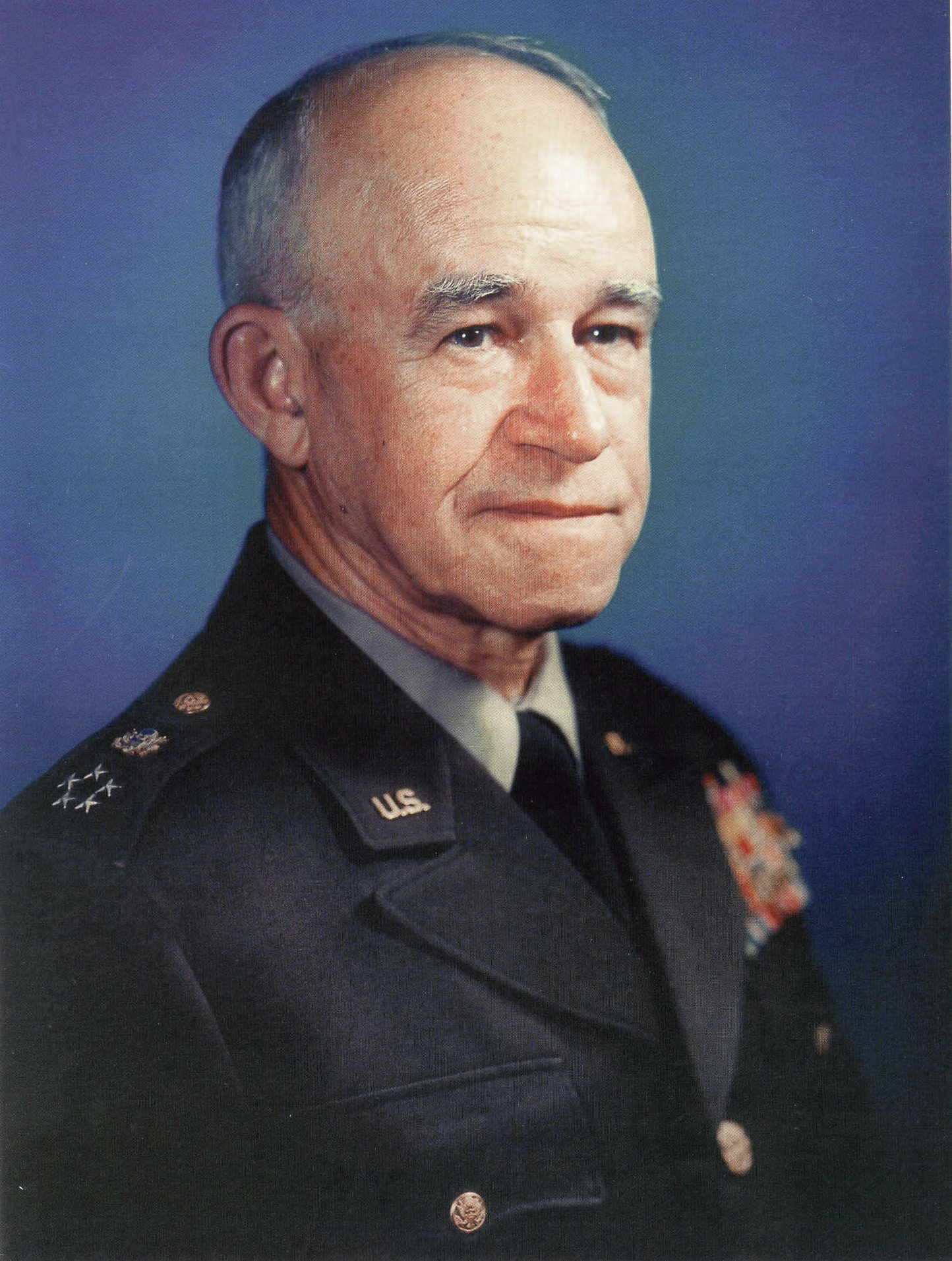
Général de l’Armée Omar N. Bradley

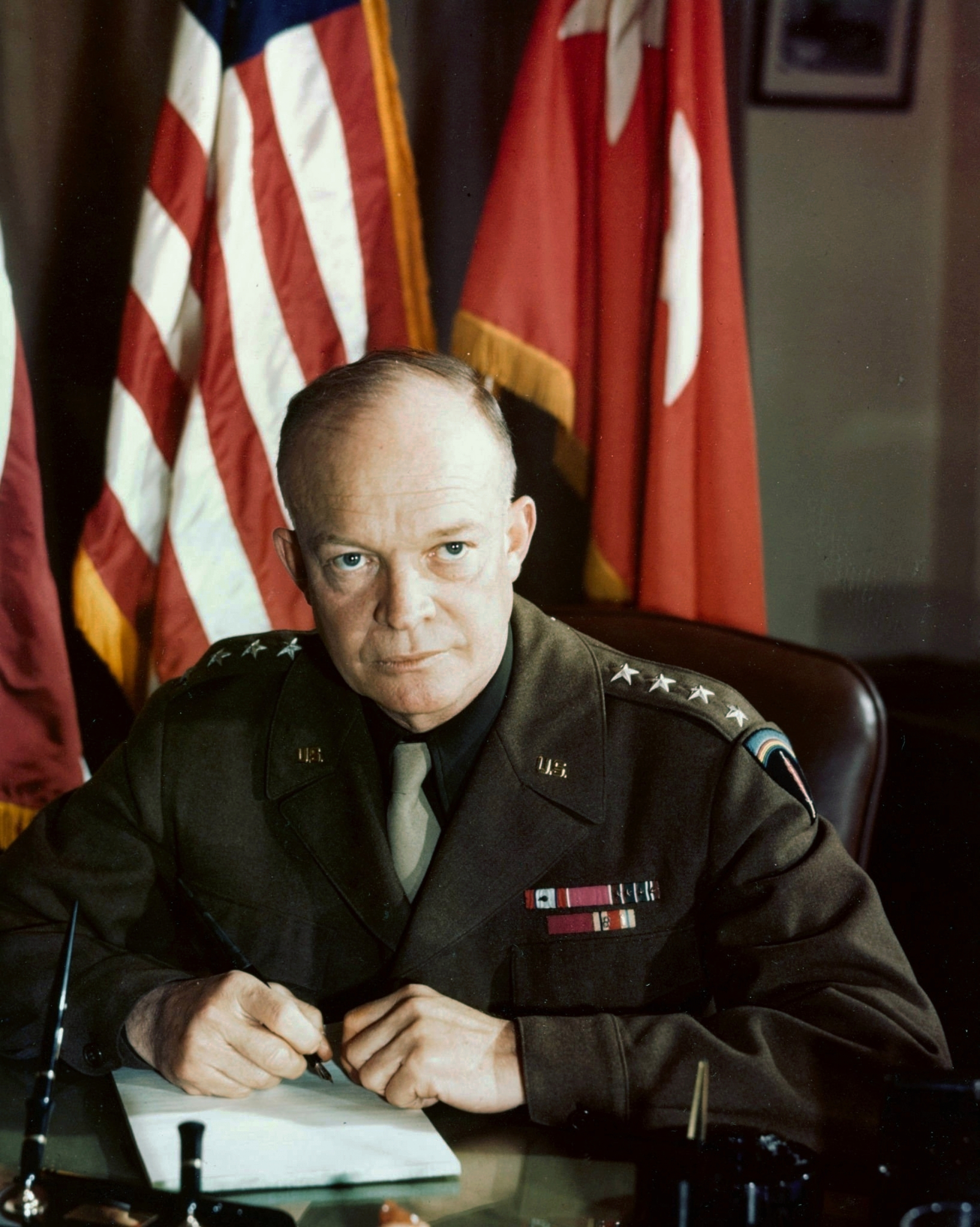
Général de l’Armée Dwight D. Eisenhower

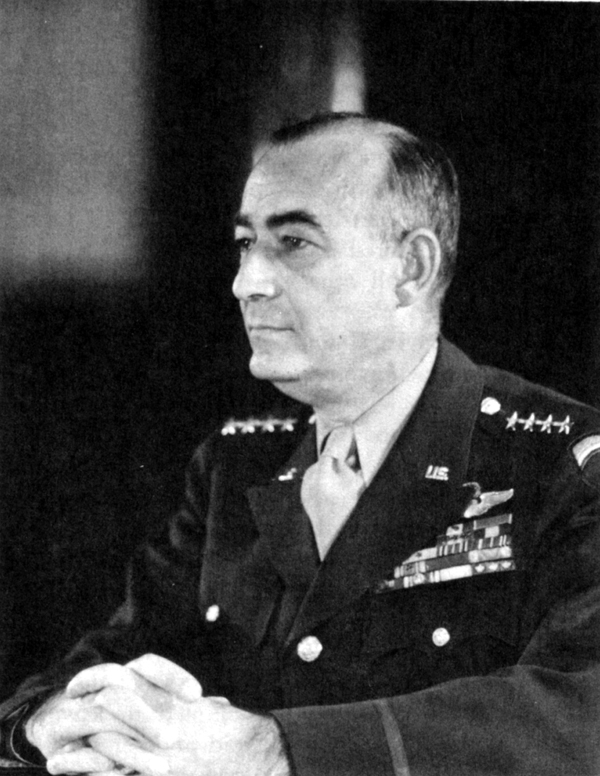
Général Joseph T. McNarney

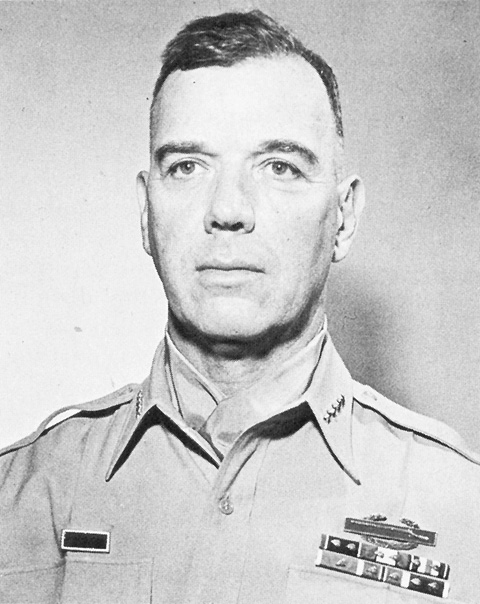
Général James A. Van Fleet

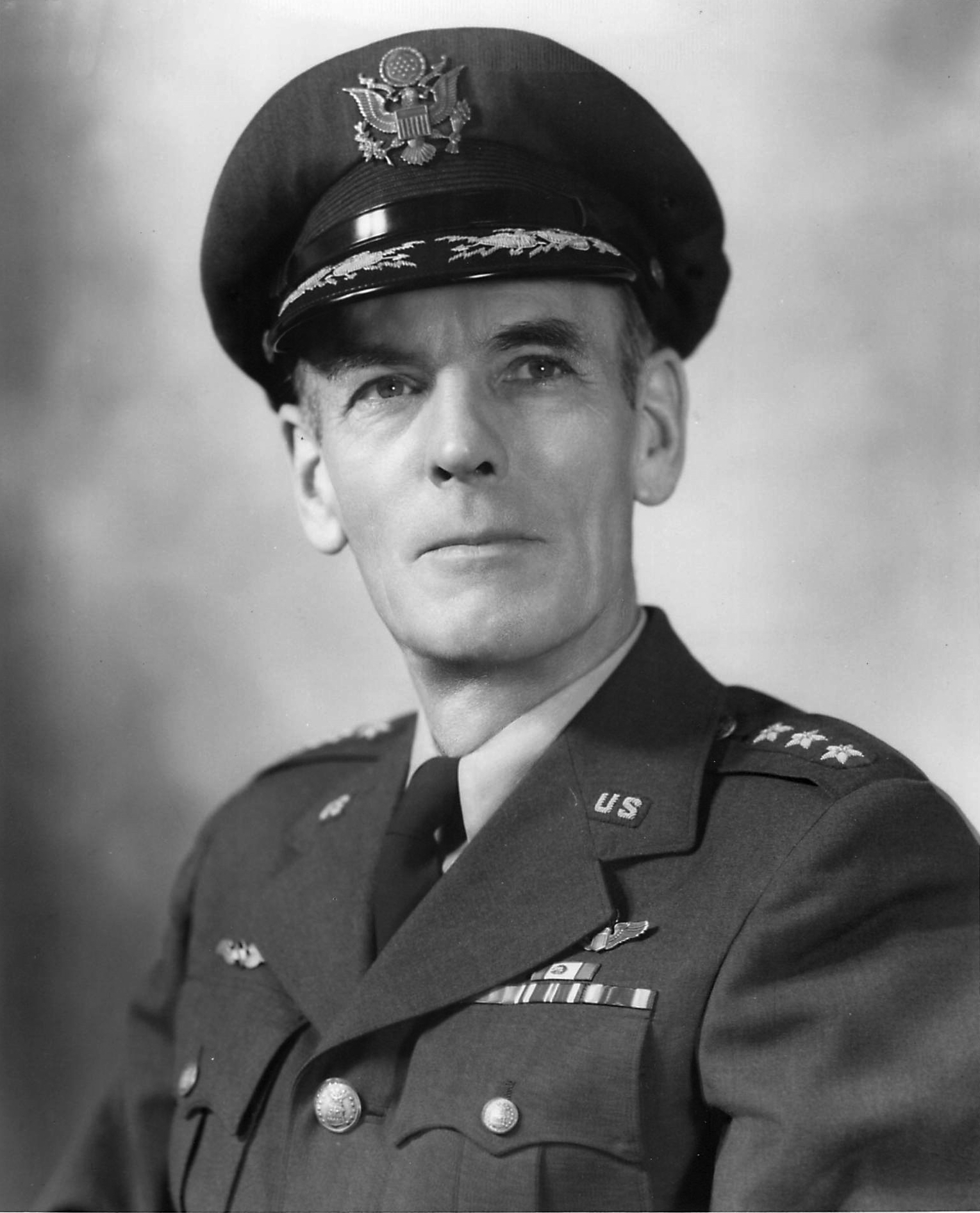
Lieutenant Général Hubert R. Harmon

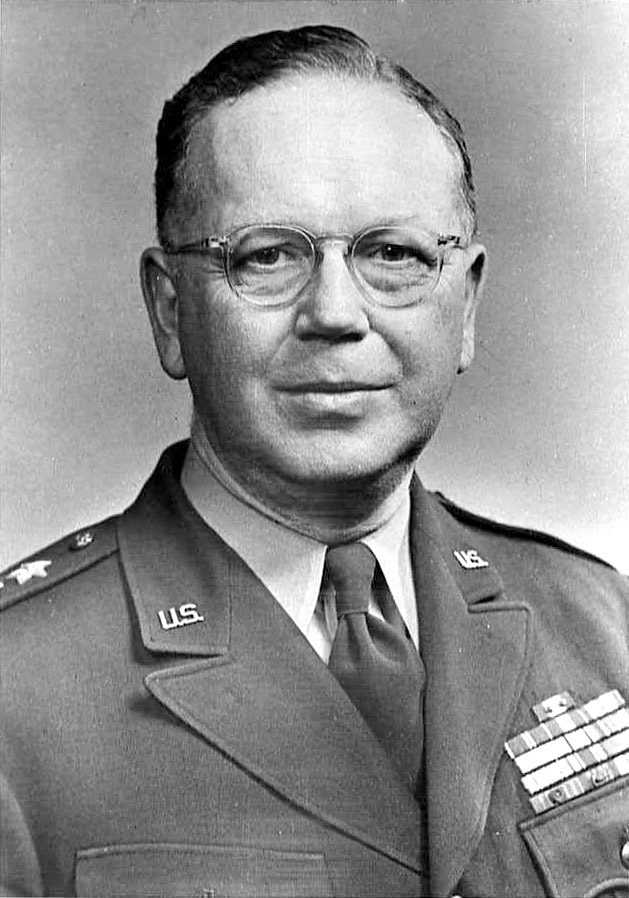
Lieutenant Général Henry S. Aurand

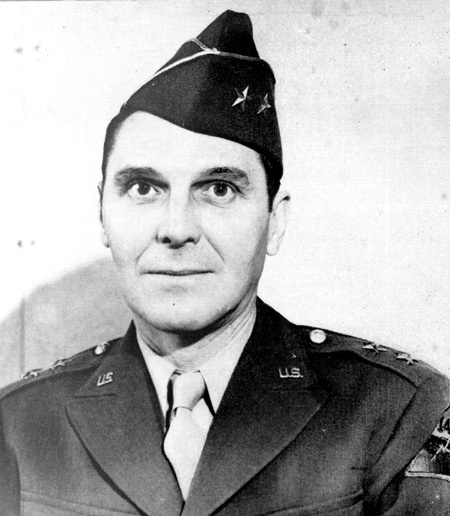
Major Général Vernon Prichard

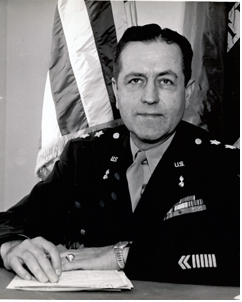
Major Général Henry B. Sayler

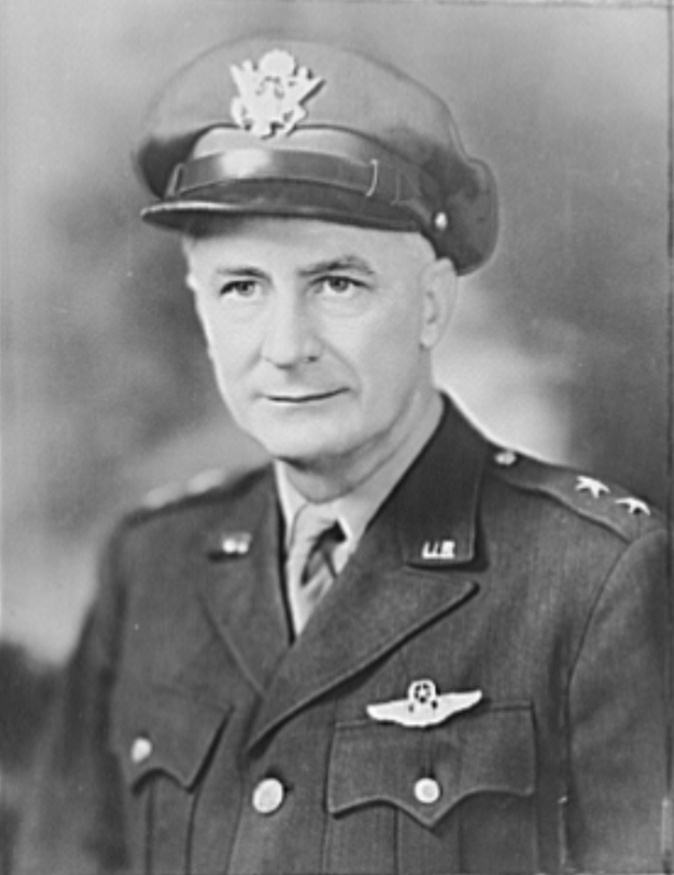
Major Général Henry J. F. Miller

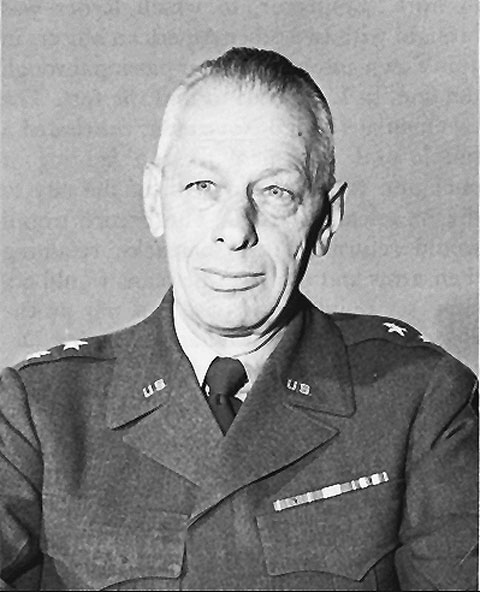
Major Général Charles W. Ryder

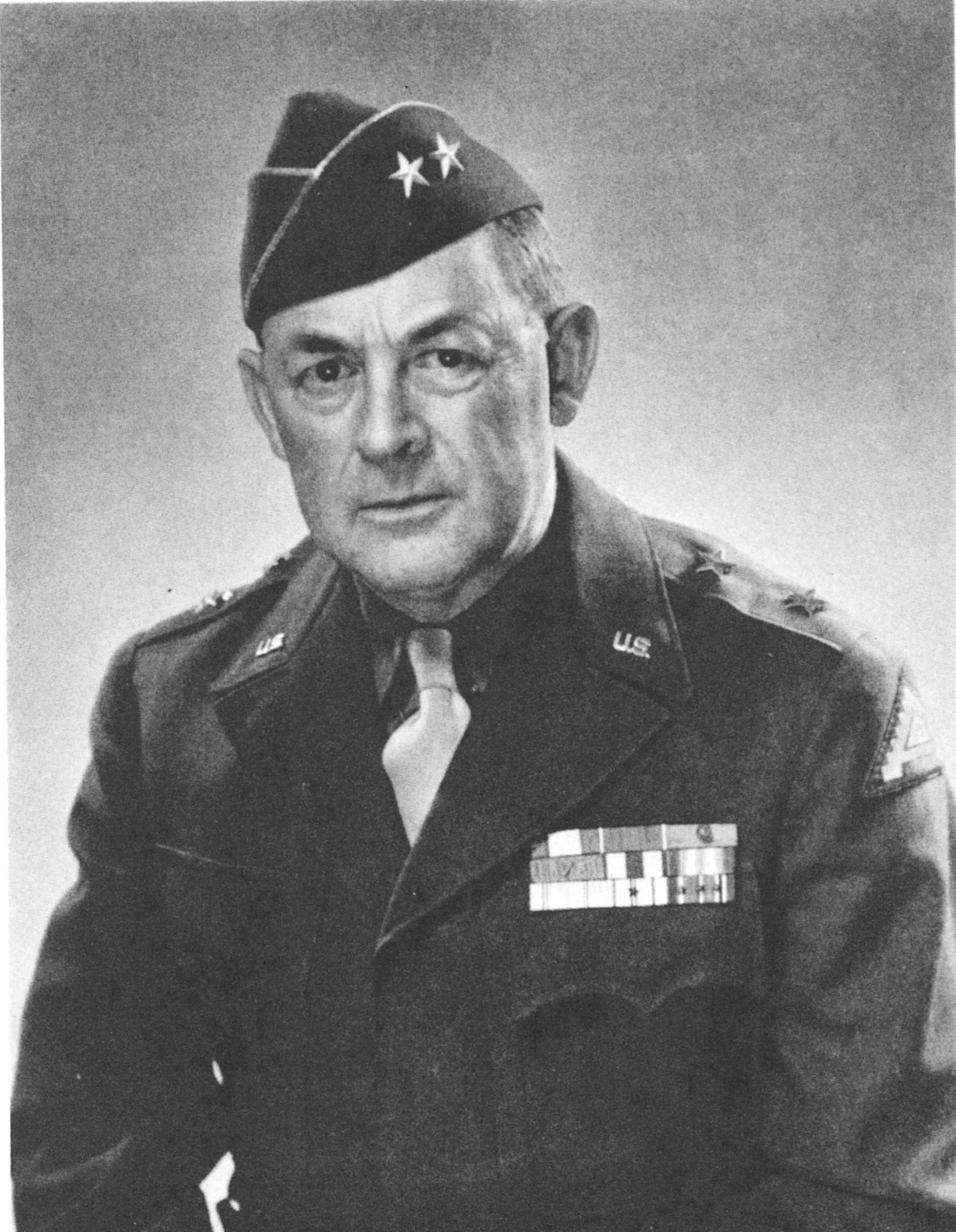
Major Général A. Arnim White

| Grade              | Nom                       | Rang au sein de la promotion | Notes | Réf. |
| ------------------ | ------------------------- | ---------------------------- | --- | ---- |
| Général de l'Armée | Omar N. Bradley           | 44                           | Commanda la 82e division d’infanterie (1942), la 28e division d'infanterie (1942), le 2e corps d'armée (1943), la 1re armée (1944), le 12e groupe d'armées (1944–1945); servit comme Chef d’état-major de l’United States Army (1948–1949), et comme Chef d'État-Major des armées (1949–1953) | ,    |
| Général de l'Armée | Dwight D. Eisenhower      | 61                           | Commandant en chef des Forces alliées, commanda le théâtre d’opérations Nord Africain (1942–1943), Commandant en chef des Forces alliées en Europe (1942, 1943–1945, 1949–1952), Chef d’état-major de l’United States Army (1945–1948), Président des États-Unis (1953–1961) | ,    |
| Général            | Joseph T. McNarney (en)   | 41                           | Chef d’état-major adjoint de l’U.S. Army (1942–1944), Commandant en chef des Forces alliées, commanda le théâtre d’opérations méditerranéen (1944–1945), Commanda les forces américaines en Europe (1945–1947) | ,    |
| Général            | James Van Fleet           | 92                           | Commanda la 4e division d'infanterie, la 90e division d'infanterie, le 3e corps d'armée durant la Seconde Guerre mondiale; la 8e armée pendant la Guerre de Corée (1951–1953) | ,    |
| Lieutenant Général | Henry Aurand (en)         | 20                           | Commanda le 6e Corps d’armée (1942–1944), Chef adjoint du corps de l’ordonnance du théatre des opérations européennes (1944), Commanda le Services of Supply (en) pour le théâtre chinois (1944–1945), Commanda l’U.S. Army Pacific (1949) | ,    |
| Lieutenant Général | Hubert R. Harmon (en)     | 103                          | Commanda la 6e force aérienne (1942–1943, 1946–1947), la 13e force aérienne (1943–1944), Superintendant de l'Académie de l'United States Air Force (en) (1954–1956) | ,    |
| Lieutenant Général | Stafford LeRoy Irwin      | 40                           | Commanda la 5e division d'infanterie, le 12e corps d'armée , le 5e corps d'armée, et les Forces américaines en Autriche (1950–1952) | ,    |
| Lieutenant Général | Thomas B. Larkin (en)     | 21                           | Chef d’état-major du Service de Ravitaillement de l’U.S Army pour les îles britanniques (1942–1943); Commanda le Service de Ravitaillement du théâtre d’opérations Nord Africain (1943), la zone de communication du Théâtre d’opération Nord Africain (1943–1944), la zone de communication sud du théâtre européen (1944–1945), le 2nd Service Command (1945); Quartier-maître général de l’U.S. Army (1946–1949), Chef d’état-major adjoint à la logistique (1949–1952) | ,    |
| Lieutenant Général | John W. Leonard (en)      | 84                           | Commanda la 9e division blindée (1942–1945), l’U.S. Army Armor School (en) (1946–1948), le 5e corps d'armée et le 18e corps aéroporté (1951–1953) | ,    |
| Lieutenant Général | George E. Stratemeyer     | 147                          | Commanda les forces aériennes du Théâtre des opérations de Chine-Birmanie-Inde (1943–1946), l’Air Defense Command (1946–1948), la Continental Air Command (en) (1948–1949), la Far East Air Force (1949–1952) | ,    |
| Lieutenant Général | Joseph M. Swing           | 38                           | Commanda la 11e division aéroportée (1943–1948), le 1er corps d'armée (1948–1949), la 6e armée (1951–1954) | ,    |
| Major Général      | John Stewart Bragdon (en) | 5                            | Chef Assistant de la construction militaire (1945–1949); Chef adjoint du corps du génie (1950–1951) | ,    |
| Major Général      | Ralph P. Cousins (en)     | 129                          | Commanda l’Army Air Force Western Flying Training Command (1942–1946) | ,    |
| Major Général      | William E. R. Covell (en) | 1                            | Directeur du service des Essences des armées dans le service du Quartier-maître général (1943–1944); Commanda le Service du ravitaillement du Théâtre des opérations de Chine-Birmanie-Inde (1944–1945) | ,    |
| Major Général      | Luis R. Esteves           | 97                           | Adjudant-général de Porto Rico (1939–1957) | ,    |
| Major Général      | Vernon Evans (en)         | 55                           | Chef d’état-major adjoint et Chef d’état-major du Théâtre des opérations de Chine-Birmanie-Inde (1944–1945) | ,    |
| Major Général      | Thomas J. Hanley Jr. (en) | 124                          | Commanda le Commandement de l’Army Air Forces du Théâtre des opérations de Chine-Birmanie-Inde (1944–1945), et la Eleventh Air Force (1946–1948) | ,    |
| Major Général      | Thomas G. Hearn           | 106                          | Chef d’état-major du Théâtre des opérations de Chine-Birmanie-Inde (1944); Commanda un Infantry Replacement Training Center (1944–1945) | ,    |
| Major Général      | Leland Hobbs              | 46                           | Commanda la 30e division d'infanterie (1942–1945), la 2e division blindée (1946–1947), le 9e corps d'armée (1949–1950) | ,    |
| Major Général      | James A. Lester           | 23                           | Commanda l’artillerie de la 24e division d'infanterie mécanisée, l’artillerie du XIVe corps, la 24e division d'infanterie | ,    |
| Major Général      | Edwin B. Lyon (en)        | 48                           | Commanda la VI Bomber Command (en) (1941–1943), l’Antilles Air Command (1943); Commandant adjoint de l’Army Air Force Flying Training Command (1944–1945); Commanda les forces aériennes du Pacifique Centre (1945–1946) | ,    |
| Major Général      | Henry J. F. Miller (en)   | 110                          | Commanda l’Air Material Command du théâtre des opérations européennes (1943–1944). Prend sa retraite en tant que colonel en Mai 1944 à cause d’une violation des règles de sécurité. Il reçoit une "tombstone promotion" au rang de Brigadier Général en 1948. | ,    |
| Major Général      | Paul J. Mueller (en)      | 45                           | Commanda la 81e division d'infanterie (1942–1946) | ,    |
| Major Général      | Vernon Prichard (en)      | 134                          | Commanda la 14e division blindée (1942–1944), la 1re division blindée (1944–1945) | ,    |
| Major Général      | George J. Richards (en)   | 6                            | Officier du Département de la Guerre (1943–1947) | ,    |
| Major Général      | Charles W. Ryder          | 39                           | Commanda la 34e division d'infanterie (1942–1944), et le 9e corps d'armée (1944–1948) | ,    |
| Major Général      | Henry B. Sayler (en)      | 37                           | Chef du corps de l’ordonnace du théâtre des opérations européennes (1942–1945) | ,    |
| Major Général      | William F. Tompkins       | 16                           | Officier du Département de la Guerre (1943–1945) | ,    |
| Major Général      | Albert W. Waldron (en)    | 32                           | Délégué de l’artillerie de campagne de l’Army Ground Forces (1943–1946) | ,    |
| Major Général      | Leo A. Walton (en)        | 128                          | Inspecteur de l’Army Air Force sur le théâtre chinois (1945–1946); Commanda la Fourteenth Air Force (1946–1948) | ,    |
| Major Général      | Leroy H. Watson           | 151                          | Commanda la 3e division blindée (1943–1944), la 29e division d'infanterie (1944–1945) | ,    |
| Major Général      | Douglas L. Weart (en)     | 10                           | Chef d’état-major du Caribbean Defense Command (1943–1944); Commandant adjoint du théâtre chinois (1945) | ,    |
| Major Général      | A. Arnim White (en)       | 158                          | Chef d’état-major de la 7e armée (1944–1945); Commanda la 75e division d'infanterie et la 71e division d'infanterie (1945–1946) | ,    |
| Major Général      | John B. Wogan (en)        | 75                           | Commanda la 13e division blindée (1942–1945) | ,    |
| Major Général      | Roscoe B. Woodruff (en)   | 56                           | Commanda la 77e division d'infanterie (1942–1943), le 7e corps d'armée (1943–1944), la 24e division d'infanterie (1944–1945), le 1er corps d'armée (1945–1948), le 15e corps d'armée (1951–1953) | ,    |
| Brigadier Général  | Herman Beukema            | 26                           | Directeur de l’Army Specialized Training Program (en) | ,    |
| Brigadier Général  | Carl C. Bank              | 53                           | Officier d’artillerie du quartier général des forces alliées du Théâtre d’opération Nord Africain (1942–44); Commanda la 13e Brigade d’artillerie de campagne (1944–1945) | ,    |
| Brigadier Général  | Frederic W. Boye          | 150                          | Servit en Chine (1944–1945) | ,    |
| Brigadier Général  | Charles M. Busbee         | 31                           | Commanda l’artillerie de la 102e division (1942–1946) | ,    |
| Brigadier Général  | John F. Conklin (en)      | 13                           | Ingénieur dans la 3e armée (1942–1945) | ,    |
| Brigadier Général  | John F. Davis             | 99                           | Chef d’état-major du 6th Service Command (1942–1944); Directeur de l’Information et de l’Éducation au département de la guerre (1944–1945) | ,    |
| Brigadier Général  | Michael F. Davis          | 96                           | Commanda la 78th Flying Training Wing (1944–1945), et l’Army Air Force Central Flying Training Command (1945–1946) | ,    |
| Brigadier Général  | Donald A. Davison (en)    | 19                           | Ingénieur aéronautique (1942–1944). Il mourut à Bangalore le 6 mai 1944. En son honneur, un aéroport militaire (en) porte son nom. | ,    |
| Brigadier Général  | Benjamin G. Ferris        | 104                          | Chef d’état-major adjoint du Théâtre des opérations de Chine-Birmanie-Inde (1943–1944) | ,    |
| Brigadier Général  | Adlai H. Gilkeson (en)    | 137                          | Commanda les défenses aériennes de la zone du Canal de Panama (1942), la III Fighter Command (en) (1944), et le 312e escadre de chasse (en) (1944–1945) | ,    |
| Brigadier Général  | Walter W. Hess (en)       | 95                           | Commanda la 1ère Antiaircraft Command (1941–1942), la 45e brigade d’artillerie côtière (1942), Commanda l’Artillerie de la 36e division d’infanterie (1943–1945), et un Anti-aircraft Replacement Training Center (1944–1945) | ,    |
| Brigadier Général  | Clinton W. Howard (en)    | 30                           | Chef d’état-major de la 3e Air Force (en) (1941–1942), de l’Army Air Force Technical Training Command (1942–1943), de la Sacramento Air Service Command (1943–1945) | ,    |
| Brigadier Général  | Reese M. Howell           | 109                          | Commanda les 4e, 17e, et 13e Brigades d’Artillerie de campagne (1940–1944); Commandant adjoint de la 82e division aéroportée (1944); Commanda l’ artillerie de la 9e division d'infanterie (1944–1946) | ,    |
| Brigadier Général  | John Keliher              | 159                          | Chef d’état-major adjoint (G-3) des forces de l’U.S. Army dans le Pacifique Central (1942–1944); Chef d’état-major adjoint (G-5) des forces de l’U.S. Army dans le Pacifique Central (1944–1945) | ,    |
| Brigadier Général  | Pearson Menoher           | 42                           | Chef d’état-major du15e corps et la 7e armée (1943–1945); Commanda la 24e division d’infanterie pendant la guerre de Corée (1949–1950) | ,    |
| Brigadier Général  | Lehman W. Miller          | 9                            | Chef de la mission militaire au Brésil (1940–1942); Commanda l’Engineer Replacement Training Center de Fort Belvoir (1942–1944) | ,    |
| Brigadier Général  | Earl L. Naiden            | 68                           | Chef d’état-major de la Ferry Command du Théâtre des opérations de Chine-Birmanie-Inde (1942); Chef d’état-major de la Tenth Air Force (1942) | ,    |
| Brigadier Général  | Hume Peabody              | 63                           | Commanda l’Army Air Forces School of Applied Tactics (en) (1942–1944); Commanda la 3e Tactical Air Command (en) (1942–1944) | ,    |
| Brigadier Général  | Norman Randolph           | 145                          | Chef d’état-major de la 2e armée (1942–1943); Chef d’état-major de la 3e Service Command (1943–1944); Commanda la 3e Service Command (1944–1945) | ,    |
| Brigadier Général  | John N. Robinson          | 120                          | Commanda Fort Richardson (1943–1944); Commandant adjoint de la 89e division d'infanterie (1944–1945) | ,    |
| Brigadier Général  | Robert W. Strong (en)     | 73                           | Chef d’état-major de l’U.S Army en Afrique (1942–1943); Commanda un Cavalry Replacement Training Center (1943–1945); Chef d’état-major de la mission de l’U.S Army au Pérou (1945–1946) | ,    |
| Brigadier Général  | Victor V. Taylor          | 122                          | Membre du Département de la Guerre (1941–1943); Membre du Munitions Assignment Board (1943–1944) | ,    |
| Brigadier Général  | Cleson H. Tenney          | 77                           | Commandant de la Harbor Defense Command du Pacifique Central (1942–1943); Commanda la 55e Régiment d’Artillerie côtière (1944); et la 70e Brigade d’Artillerie Anti-aérienne (1945) | ,    |
| Brigadier Général  | Edward C. Wallington      | 82                           | Officier du Corps Nucléaire, Radiologique, Biologique et Chimique de la 3e armée (1942–1945); Commandant adjoint du Corps Nucléaire, Radiologique, Biologique et Chimique (1949–1951) | ,    |
| Brigadier Général  | Edwin A. Zundel (en)      | 29                           | Officier d’Artillerie du 2e Corps (1942), du 11e Corps (1943–1944), de la 6e armée (1944–1945), de la 41e division d'infanterie (1945–1946), 4e armée (1946–1947) | ,    |